# 米勒斯堡 (肯塔基州)
米勒斯堡（英語：Millersburg），是美国肯塔基州波旁縣的一座城市。面积约为1平方公里（0.4平方英里）。根据2010年美国人口普查，该市的人口为792人。